# Dobrești (Argeș, Rumunjska)
Dobrești je općina u županiji Argeș u Rumunjskoj. U općinu spadaju dva sela: Dobrești and Furești.